# Rodrigo García (Fußballspieler)
Rodrigo García, vollständiger Name Esteban Rodrigo García Tabárez, (* 7. November 1992 in Montevideo) ist ein uruguayischer Fußballspieler.

## Karriere
Defensivakteur García stand mindestens in der Saison 2013/14 im Kader des uruguayischen Zweitligisten Club Atlético Atenas. Beim Verein aus San Carlos werden in jener Spielzeit 15 Spiele (kein Tor) in der Segunda División für ihn geführt. Am Saisonende stieg sein Klub in die höchste uruguayische Spielklasse auf. Zur Apertura 2014 wechselte er zum Zweitligisten Deportivo Maldonado. In der Saison 2014/15 wurde er dort 24-mal (kein Tor) eingesetzt. In der Spielzeit 2015/16 bestritt er fünf Ligaspiele (kein Tor).